# Aimone Taparelli
Aimone Taparelli (ur. 1398 – zm. 15 sierpnia 1495) – włoski dominikanin i inkwizytor, błogosławiony Kościoła katolickiego.
Urodził się w rodzinie hrabiów Lagnasco. Początkowo wybrał karierę świeckiego prawnika, dopiero po śmierci żony w 1441 wstąpił do zakonu dominikanów w konwencie San Domenico w Turynie. Następnie ukończył studia teologiczne na uniwersytecie turyńskim, uzyskując tytuł magistra teologii. W 1466 decyzją władz zakonnych został przeniesiony do konwentu w Savigliano.
21 kwietnia 1466 Bartolomeo Cerveri (późniejszy błogosławiony), dominikański inkwizytor okręgu Savigliano, został zamordowany przez waldensów. Po blisko rocznym wakacie, w połowie 1467 Aimone został mianowany jego następcą. Rok później objął funkcję przeora konwentu w Savigliano oraz został nadwornym kaznodzieją i spowiednikiem księcia Sabaudii Amadeusza IX (panował 1465–1472). Ponownie został przeorem Savigliano w 1483, gdy gościł w swym konwencie zebranie kapituły prowincjalnej prowincji zakonnej Lombardii Górnej (zwanej oficjalnie "prowincją św. Piotra Męczennika"). W tym czasie sprawował też funkcję wikariusza tej prowincji.
Aimone pozostał inkwizytorem Savigliano aż do śmierci, będąc dwukrotnie potwierdzanym na tym urzędzie przez władze zakonne (w styczniu 1483 i 5 stycznia 1489). Mimo że w okręgu Savigliano, obejmującym wówczas całą południową część księstwa Sabaudii oraz markizat Saluzzo, zamieszkiwała spora społeczność heretyckich waldensów, brak danych o jakichkolwiek procesach wytaczanych im przez Aimone. Wiadomo jednak, że w 1482 wraz ze swymi dwoma wikariuszami, Vito Beggiamim i Giovannim Boscato prowadził śledztwo przeciwko domniemanym czarownicom w Savigliano, Mandamento i Villafranca Piemonte. O działaniach Taparelliego i Beggiamiego w Savigliano i Mandamento nic bliżej nie wiadomo, natomiast Giovanni Boscato wytoczył w Villafranca Piemonte proces przeciwko czterem podejrzanym, z których trzy zostały skazane na spalenie na stosie. Kilka lat wcześniej, w 1477, wiceinkwizytor Taparelliego dla diecezji Mondovì, Biagio Berra, skazał na śmierć cztery rzekome czarownice w Cuneo.
Aimone Taparelli był ceniony jako kaznodzieja i spowiednik oraz z powodu osobistej pobożności. Zmarł w opinii świętości w wieku 97 lat, a jego kult jako błogosławionego potwierdził papież Pius IX w dniu 29 maja 1856.